# Giuseppe Fedele Vitale
Giuseppe Fedele Vitale (Gangi, 10 aprile 1734 – Gangi, 20 settembre 1789) è stato un letterato, medico e presbitero italiano, cittadino del Regno di Sicilia, autore di varie opere in lingua siciliana.

## Biografia
Figlio del medico Francesco Antonio Vitale e della nobildonna Maria Salvo, Giuseppe Fedele Vitale studiò presso il Collegio Massimo dei Gesuiti di Palermo nel 1752 e divenne sacerdote per volontà dell'Arcivescovo domenicano di Messina Tommaso Moncada dei Principi di Calvaruso (come si legge nelle notizie sull'autore riportate nell'opera "La Sicilia Liberata", vol. V, pubblicata postuma nel 1815). Nel 1758 conseguì la laurea in medicina presso l'Università di Catania, città dove frequento Palazzo Biscari. Tornato a Palermo partecipò alle adunanze dell'Accademia degli Ereini e a quelle della celebre Accademia del Buon Gusto, della quale "Seconda Colonia", a far data dal 1756 (come scrive Gaspare Palermo), divenne l'Accademia degli Industriiosi di Gangi, di chiaro orientamento giansenista (come si legge alla voce "Francesco Benedetto Bongiorno" del "Dizionario enciclopedico dei Pensatori e dei Teologi di Sicilia. Dalle origini al sec. XVIII, Vol II, a cura di Francesco Armetta, Facoltà Teologica di Sicilia") che annoverava tra i suoi "Ufficiali", come segretario, lo stesso Vitale..
A trentotto anni divenne cieco, ma ciò non gli impedì di lavorare alla stesura della sua opera letteraria più importante, un grande poema eroico in lingua siciliana ispirato all'opera di Torquato Tasso e dedicato al Gran Conte Ruggero I d'Altavilla, intitolato "La Sicilia liberata". L'opera, composta da cinque volumi e circa trentamila versi, narra l'epopea del guerriero normanno e capostipite della famiglia reale siciliana, esaltato come liberatore dell'isola dal dominio saraceno. In realtà, Domenico Scinà, pur collocando Vitale dopo di Giovanni Meli e prima di Domenico Tempio, in una sua recensione si lamenta del fatto che il poema si concluda con una maga e quattro matrimoni.
La vulgata vuole che morì suicida, a causa dello squilibrio mentale provocatogli dalla cecità, il 20 settembre 1789, lanciandosi da una finestra della sua casa a Gangi, ma una recente ricerca finanziata dal National Geografic ha messo in dubbio tale versione.